# Smash Comics
Smash Comics è un'antologia di serie a fumetti pubblicata dalla Quality Comics, per una durata totale di 85 numeri tra il 1939 e il 1949.

## Storia editoriale
Smash Comics vide protagonisti vari supereroi e altri combattenti del crimine, tra cui il Raggio (nei n. 15, 17, 19, 21, 23, 25 e 27), Midnight (nei n. da 28 a 85), Invisible Hood, Magno, The Jester, Black X (in molti numeri), e il robot Bozo l'Uomo di Ferro (nei n. 8, 10, 12, 14, 18, 20, 22, 24, 26). Comparve anche la ristampa di quattro pagine della striscia a fumetti della combattente del crimine Lady Luck, originariamente pubblicata nell'inserto del giornale domenicale chiamato colloquialmente "The Spirit Section". Successivamente ospitò la serie Lady Luck da n. 86 al n. 90 (dicembre 1949-agosto 1950).
Nel 1999Smash Comics fu un numero auto-conclusivo pubblicato dalla DC Comics nel  come parte della storia Il Ritorno della JSA.